# Almendra (novela)
Almendra (en hangul,아몬드; romanización revisada del coreano, amondeu) es una novela coming-of-age  de la autora y directora de cine surcoreana Won-Pyung Sohn, publicado en 2017 por la editorial Changbi Publishers, esta ha sido traducida  al menos en 20 idiomas. Almendra es una novela contemporánea que se centra en un joven con alexitimia, una condición médica que le impide ser capaz de reconocer y expresar emociones como miedo, amor, tristeza, odio o disgusto. La novela se ha convertido en el mayor éxito literario de la autora con más de 1 millón de copias vendidas, siendo traducido y exportada a más de 20 países, incluyendo Estados Unidos, Francia, Vietnam, México y España. 
El libro fue publicado por primera vez en España en 2020. La versión en español fue traducida por Sunme Yoon y publicada por la editorial Temas De Hoy.

## Trama
El protagonista de la novela es Yunjae, un adolescente que es diagnosticado a la edad de cuatro años con alexitimia, por lo que es incapaz de sentir emociones. Él es criado por su madre y su abuela, quienes se esfuerzan en enseñarle a identificar las diferentes emociones y a fingir estados de ánimo, para poder así, pasar desapercibido. El día de su decimosexto cumpleaños, ambas mujeres son atacadas por un psicópata en la calle, dejando a la madre en Estado vegetativo y a la abuela falleció,dejando solo a Yunjae ante el mundo. El joven entra en un estado de aislamiento mientras lucha por hacer frente a su pérdida, hasta que conoce a Goni, un chico problemático que es incapaz de controlar su emociones o momentos de ira. Ambos chicos conectan y forman un vínculo de amistad después de calurosos encuentros. Poco a poco, Yunjae se va abriendo ante el mundo y conociendo nuevas personas que lo ayudaran a salir de su zona de confort y lo ayudan a descubrirse a sí mismo.

## Personajes
Yunjae Seon: El personaje principal que desde pequeño ha sido víctima de bullying. En la víspera de Navidad, y también el día de su cumpleaños, es testigo del atentado contra su madre y su abuela.  En el instituto se encuentra con Goni y entabla una amistad con él. En algunas ocasiones se refiere a sí mismo como un monstruo debido a su condición conocida como alexitimia.
Goni: Es el chico nuevo y problemático que llega al instituto de Yunjae. Con cuatro años desapareció, y creció a manos de inmigrantes ilegales que lo volvieron a abandonar, así como también vivió en un centro de menores. Se reencontró con su familia trece años después, y resulta ser hijo de un profesor, con el cual no tiene buena relación. Después de algunos encontronazos se convierte en amigo de Yunjae 
Jieun: La madre de Yunjae. Ella queda viuda cuando todavía estaba embarazada de Yunjae por lo que decide criar sola a su hijo. Ella le ha enseñado a Yunjae a identificar las emociones de los demás. Después de ser atacada en la calle queda en estado vegetativo. 
Abuela: Abuela materna de Yunjae, quien lo ha criado y trabaja con su hija vendiendo libros de segunda mano hasta que muere al ser atacada en la calle.  
Dora: Amiga de Yunjae, una gran atleta con mucha sensibilidad y que no juzga nunca a Yunjae. Después de conocerlo, comienza a visitarlo en la librería donde, poco a poco, se vuelven cercanos. 
Doctor Shim: El tutor legal de Yunjae y propietario de la panadería ubicado encima de la librería de segunda mano que dirigía la madre Yunjae. Originalmente era un cardiólogo que decidió cambiar de profesión. En la novela se convierte en el guía de Yunjae.

## Título
El título del libro hace referencia a la enfermedad de Yunjae. La madre hace una analogía con la que le explica a Yunjae que la amígdala de su cerebro, la cual se encarga de generar y experimentar emociones, no creció lo suficiente por lo tiene forma de almendra. De esta forma, la madre le explica al niño por qué le cuesta entender los sentimientos o las bromas de los demás, y cómo esta anomalía no le permite entender e identificar estímulos y emociones. La madre le enseña a fingir emociones para que pueda pasar por un niño corriente, dejándole notas alrededor de la casa recordándole cómo debe de responder antes ciertos gestos, y se diferencia de su abuela, que aplaude su personalidad y lo llama “monstruo” cariñosamente.  Del mismo modo, cuando come, la madre le da a Yunjae almendras con la esperanza de que las "almendras" en la cabeza de su hijo puedan crecer y funcionar correctamente.

## Inspiración
La novela surgió a partir de: 
Cuando la autora tuvo su hijo y comenzó a comunicarme con él a través de los sentimientos y no del lenguaje, cayó en cuenta de que los seres humanos nos relacionamos básicamente a través de los sentimientos y que el lenguaje es forma de comunicación posterior. Entonces la autora se comenzó a preguntar e imaginar cómo serían las cosas si ocurrieran de otra manera:  ¿Cómo se comunicaría un chico sin sentimientos?, ¿podría querer a un hijo que es totalmente diferente a mí?

## Estilo y temas
Las novelas de Won-Pyung Sohn se caracterizan por señalar y criticar problemas sociales donde, debido a la forma única de la autora en crear obras, primero determina un tema antes de crear personajes adecuados que se ajusten al tema elegido. Aunque la novela está narrada en primera persona y por alguien incapaz de sentir emociones, la narración provoca emociones en los lectores y permite generar empatía con el personaje y su forma de ver el mundo. Del mismo modo, a medida que la historia avanza, vemos a Yunjae crecer a través de los años, de niño a adolescente, y el relato de Won-Pyung Sohn demuestra el crecimiento y madurez del personaje.
En Almendra, la autora se plantea la pregunta “¿Cómo lloran las personas que no pueden sentir nada?”, y a través del protagonista indaga en el sentimiento de la empatía como elemento de redención. Del mismo modo, la evolución del protagonista y como, poco a poco, se va encontrando con diferentes emociones, muestra el poder de la empatía y como esta puede llevar a la esperanza. La novela no se enfoca únicamente en la lucha del protagonista con su enfermedad, sino también en la importancia de la salud mental de todos los personajes, el comportamiento humano y la moralidad sobre lo que es bueno o malo.
A partir del personaje de Goni, la autora refleja la relación que existe entre las crisis de la adolescencia y las carencias afectivas, e insiste en señalar la bondad que a veces se encuentra escondida detrás de la fachada de la indisciplina y de la insolencia. Asimismo, la autora utiliza el lenguaje para las emociones y constantemente hace mención a la capacidad, y limitaciones, de las palabras para poder expresar sentimientos.

## Publicación y recepción
La novela ha gozado de un éxito increíble, especialmente en Corea del Sur y Japón. Fue ganadora del premio a literatura juvenil de ficción en los 10.º Changbi Publishers' Literary Award en el año 2016, premio que le permitió ser publicada por dicha editorial durante el siguiente año. En 2020 ganó un premio en la 17.ª Japanese Bookseller's Award en la categoría de novela traducida, siendo el primer libro asiático en ganar en dicha categoría. Ese mismo año, saltó a la fama internacional después de que RM y Suga, del grupo surcoreano BTS, fueron vistos leyendo la novela en el programa de variedades de JTBC, “BTS In the Soop”.
El título fue el séptimo libro más vendido y el tercero en la categoría de textos juveniles de ficción en la Feria Internacional del Libro en Lima en 2022. 

## Adaptaciones
En 2019 comenzó el proceso de desarrollo para adaptar la novela a una obra de teatro musical, y que se estrenó en 2022. Hwi-Won Seo se encargó de escribir el guion, Byung-Won Kang fue el productor, y Seong-Jun Lee se encargó de hacer la banda sonora.